# Informática biomédica

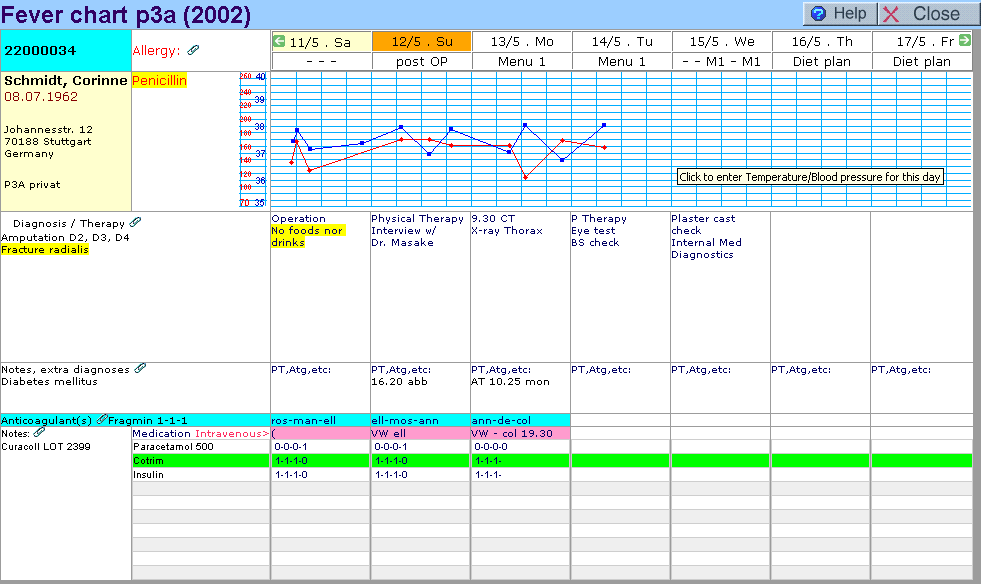
Gráfico de paciente electrónico de un sistema de información de salud

La informática biomédica (también llamada informática de la salud, informática del cuidado de la salud, informática de asistencia en enfermería, o  informática clínica) es la informática en el cuidado de la salud. Es un campo científico multidisciplinario que utiliza la tecnología de información en salud para mejorar la salud mediante combinaciones de mejor calidad, mayor eficiencia  (disminuyendo costos y mejorando la disponibilidad) y nuevas oportunidades. Las disciplinas involucradas incluyen ciencias de la información, ciencias computacionales, ciencias sociales, ciencias del comportamiento, ciencias administrativas, entre otras. Se relaciona con los recursos, dispositivos y métodos requeridos para optimizar la adquisición, almacenamiento, recuperación y uso de información en salud y biomedicina. Las herramientas de información de la salud abarcan, entre otras las computadoras, guías de práctica clínica, terminología médica formal y sistemas de información y comunicación. Se aplica en las áreas de enfermería, cuidado clínico, odontología, farmacia, salud pública, terapia ocupacional,  terapia física e investigación (bio)médica y en medicina alternativa.
- Los estándares internacionales en el tema se cubren por las ICS 35.240.80 de las cuales la ISO 27799:2008 es un componente principal.[3][4]
- La bioinformática molecular y la informática médica han convergido al campo de la informática biomédica y de la bioinformatica translacional.

## Definición de la AMIA
La Asociación Americana de Informática Médica, entidad estadounidense sin ánimo de lucro dedicada al desarrollo y aplicación de la informática biomédica como soporte para el cuidado del paciente, enseñanza, investigación y administración del cuidado de la salud, define la informática biomédica como «El campo científico interdisciplinario que estudia y busca el uso efectivo de datos, información y conocimientos biomédicos, para la investigación científica, la solución de problemas y la toma de decisiones motivados por los esfuerzos para mejorar la salud humana».
La informática biomédica carece de una definición consensuada. Muchas definiciones propuestas se centran en los datos, la información y el conocimiento, pero sin proporcionar una adecuada definición de estos términos. Desde el punto de vista de la filosofía de la información, se define a la informática biomédica como una ciencia de la información, que trata con datos más significado, aplicada a estudios en el contexto de las ciencias de la salud. El énfasis en los datos con significado también sugiere que los problemas informáticos biomédicos son más complejos, pues relacionan conceptos también difíciles de capturar, como conocimiento, capacidad y sabiduría. En otras palabras, los problemas que aborda son más difíciles que la simple manipulación de datos sin tener en cuenta el significado. Además, esta definición implica que la investigación en informática, educación y servicios deben centrarse en la información biomédica como datos más significado, en lugar de solo en aplicaciones informáticas en biomedicina.

## Ciencias relacionadas
- Informática en Salud (del Cuidado de la Salud)
  - Informática clínica
  - Informática patológica
  - Informática farmacéutica[7][8][9][10][11][12]
  - Informática de la salud pública
  - Informática de la salud comunitaria
    - Informática de la salud en el hogar

  - Informática de asistencia en enfermería
  - Informática médica
- Informática de la salud del consumidor
- Bioinformática clínica
- Informática para la búsqueda y Educación en Ciencias de la Salud

## Informática en Salud

### Informática clínica
La informática médica se preocupa por el uso de información en el cuidado de salud por y para médicos.
Los informáticos clínicos transforman el cuidado de salud analizando, diseñando, implementando y evaluando sistemas de información y comunicación que realzan resultados de salud individuales y de poblaciones, que mejoran el cuidado [del paciente]  y fortalecen la relación médico paciente. Los informáticos clínicos utilizan su conocimiento del cuidado del paciente combinado con su entendimiento de conceptos informáticos, métodos, y herramientas de informática en salud para:
- evaluar información y necesidades de conocimiento de profesionales del cuidado de la salud y pacientes,
- distingue, evalúa y afina procesos clínicos,
- desarrolla, implementa y mejora sistemas de soporte de decisiones clínicas, y
- guía o participa en el aprovisionamiento, personalización, desarrollo, implementación, administración, evaluación y mejora continua de sistemas de información clínica.

El personal clínico colabora con otros profesionales del cuidado de la salud y de tecnologías de la información para desarrollar herramientas de información en salud que promueven el cuidado paciente seguro, eficiente, efectivo, oportuno, a tiempo, centrado en el paciente y equitativo.
En octubre de 2011 Junta Norteamericana de Especialidades Médicas (ABMS por sus siglas en inglés), la organización que supervisa la certificación de especialistas médicos (solo a titulados como médicos) en los Estados Unidos, anunció la creación de la certificación médica  (solo para médicos)  en informática clínica. El primer examen para la certificación de la junta en la subespecialidad de Informática Clínica se ofreció en octubre de 2013 por la Junta Norteamericana de Medicina Preventiva con 432 inscritos, quienes llegaron a ser la generación inaugural 2014 con diploma en informática clínica.
Programas asociados existen para médicos que desean certificarse en Informática Clínica por la Junta. Los médicos tiene que haberse graduado de una escuela médica en los Estados Unidos o Canadá, o una escuela localizó en otro lugar aprobado por la ABPM. Además, debe completar un programa de residencia primaria como Medicina Interna (o cualquiera de las 24 subespecialidades reconocida por la ABMS) y ser elegible para obtener la licencia para practicar médica en el estado donde su programa asociado se localice. El programa asociado dura 24 meses, con médicos que dividen su tiempo entre rotaciones informáticas, didácticas, investigación y trabajo clínico en su especialidad primaria.

### Repositorio integrado de información

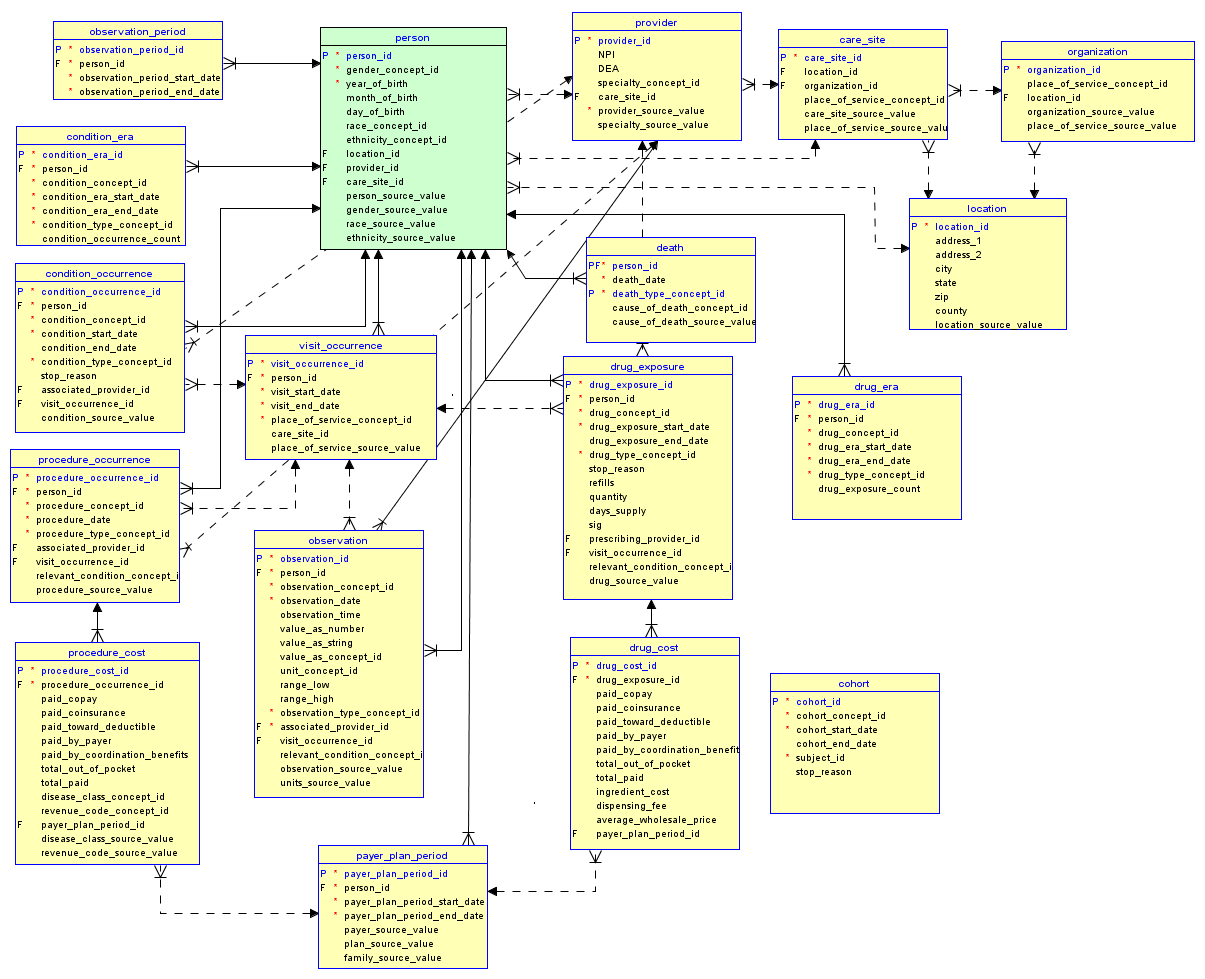
Ejemplo de esquema IDR

El desarrollo del campo de informática clínica se dirige a la creación de grandes conjuntos de datos con información de registros de salud electrónicos integrados con otra información (tal como datos gnómicos). Extensos almacenes de datos se describen a menudo como almacenes de datos clínicos (CDW, por sus siglas en inglés, clinical data warehouses, también conocidos como repositorios de datos clínicos). En la investigación, CDW sin identificar pueden utilizarse por investigadores con supervisión ética compleja. Los CDW con datos de pacientes fallecidos también se sugirieron como recurso de búsqueda que no requiere aprobación de algún comité de ética.

## Bioinformática humana

### Bioinformática traslacional
Con la culminación de la obtención del genoma humano y la reciente llegada de la secuenciación de alto rendimiento y de estudios de amplio alcance del genoma de polimorfismos de nucleótido solo, los campos de bioinformática molecular, bioestadística, genética estadística e informática clínica están convergiendo en el campo emergente de la bioinformática traslacional.
La relación entre bioinformática e informática de la salud es que mientras están conceptualmente relacionadas en el marco de la informática biomédica, no ha sido siempre muy clara. La comunidad de bioinformática traslacional se motiva específicamente con el desarrollo de acercamientos para identificar conexiones entre información biológica fundamental e información clínica.
Junto con áreas complementarias de énfasis, como las centrados en desarrollar sistemas y acercamientos dentro de contextos de investigación clínica, las percepciones de la bioinformática traslacional pueden habilitar un nuevo paradigma para el estudio y tratamiento de las enfermedades.

## Informática Computacional de la Salud

### Informática Computacional de la Salud
La Informática Computacional de la Salud es una rama de las Ciencias de la Computación que trabaja específicamente con técnicas computacionales relevantes en el cuidado de la salud. También es una rama de la Informática de la Salud, pero es independiente a mucho del trabajo llevado a cabo en la informática en salud porque el interés de los científicos computacionales está principalmente en entender las propiedades fundamentales de la computación. La informática de la salud, por otro lado, se preocupa principalmente en entender las propiedades fundamentales de la medicina que permiten la intervención de computadoras. El ámbito de la salud proporciona una variedad extremadamente amplia de problemas que puedan emprenderse utilizando técnicas computacionales, mientras los científicos computacionales intentan hacer diferencia en la medicina estudiando los principios subyacentes de las ciencias de la computación que permitan algoritmos significativos (para la medicina) y desarrollo de sistemas. Así, los científicos computacionales que trabajan en la informática computacional de la salud y los científicos de la salud que trabajan en la informática de la salud médica se combinan para desarrollar la próxima generación de tecnologías en el cuidado de la salud.
Utilizar computadoras para analizar datos en salud se ha realizado desde la década de los 1950, pero fue hasta la década de los 1990 que los primeros modelos robustos aparecieron. El desarrollo de Internet ha ayudado a desarrollar la informática computacional de la salud en la década pasada. Los modelos por computadora suelen examinar varios temas, por ejemplo cómo el ejercicio afecta la obesidad, costos en el cuidado de la salud, y muchos más.
Ejemplos de proyectos en informática computacional de la salud incluyen el proyecto COACH.

## Informática para la Educación e Investigación en Salud y Medicina

### Informática en investigación clínica
La Informática en investigación clínica (CRI, por sus siglas en inglés, Clinical Research Informatics) toma las bases, principios y tecnologías relacionadas con la Informática de la salud, y los aplica a contextos de investigación clínica. Como tal, la informática en investigación clínica es una subdisciplina de la informática de la salud, y sus intereses y actividades han aumentado mucho en años recientes dado los agobiantes problemas asociados con el explosivo crecimiento de datos de investigación clínica e información. Hay un importante número de actividades dentro de la investigación clínica que soporta la informática en investigación clínica, incluyendo:
- Más eficaz y colección de dato eficaz y adquisición
- Reclutamiento mejorado a pruebas clínicas
- optimal Diseño de protocolo y administración eficaz
- Administración y reclutamiento pacientes
- El acontecimiento adverso que informa
- Conformidad reguladora
- Almacenamiento de datos, transferencia, procesamiento y análisis[29]

- Repositorios de datos de pruebas clínicas completadas (para análisis secundarios)

## Informática biomédica en los Estados Unidos
Aunque la idea de utilizar computadoras en medicina surgió como tecnología avanzada a principios del siglo XX, no fue hasta la década de los 1950 que la informática empezó a tener efecto en los Estados Unidos.
El uso más temprano de equipos de cómputo digitales electrónicos para medicina fue en proyectos dentales en la década de 1950 en la Agencia Nacional de Estándares de Estados Unidos por Robert Ledley. Durante la mitad de dicha década, la Fuerza Aérea de los Estados Unidos (USAF) llevó a cabo varios proyectos médicos en sus computadoras mientras también animando agencias de civil como la Academia Nacional de Ciencias - Consejo de Búsqueda Nacional (NAS-NRC)  y los Institutos Nacionales de Salud (NIH, por sus siglas en inglés, National Institutes of Health) para patrocinar tal trabajo. En 1959, Ledley y Lee B. Lusted Publicó "Razonar Fundaciones de Diagnosis Médica," un artículo ampliamente leído en Ciencia, el cual introdujo informática (especialmente búsqueda de operaciones) técnicas a trabajadores médicos. Ledley Y Lusted el artículo ha quedado influyente para décadas, especialmente dentro del campo de la decisión médica que hace.
Guiado por la encuesta de Ledley a finales de la década de 1950 del uso de computadoras en biología y medicina (llevados a cabo para el NAS-NRC), y por sus propios artículos y los de y Lusted, los NIH emprendieron el primer esfuerzo importante para introducir equipos de cómputo a la biología y la medicina. Este esfuerzo, llevado a cabo inicialmente por el Comité del Consejo de los NIH sobre Computadoras en Investigación (ACCR, por sus siglas en inglés, Advisory Committee on Computers in Research), presidido por Lusted, invirtió sobre 40 millones de dólares entre 1960 y 1964 para establecer docenas de grandes y pequeños centros biomédicos de investigación en los EE. UU.
Un uso temprano de computadoras (hacia 1960, diferente al ACCR) era ayudar a cuantificar el movimiento humano normal, como precursor de medir científicamente desviaciones de la normalidad, y para diseñar prótesis.  El uso de computadoras (IBM 650, 1620, y 7040) dejó análisis de una medida de muestra grande, y de más medidas y subgrupos que había sido anteriormente práctico con calculadoras mecánicas, con el objetivo de comprender cómo la locomoción humana varía por la edad y características de cuerpo.
Los siguientes pasos, a mediados de los 1960, fueron hacia el desarrollo (patrocinado en gran parte por los NIH) de sistemas expertos como MYCIN e Internist-I. En 1965, la Biblioteca Nacional de Medicina empezó el uso de MEDLINE y MEDLARS. Alrededor de este tiempo, Neil Pappalardo, Curtis Marble y Robert Greenes desarrollaron MUMPS (el sistema de multiprogramación de utlidad del Hospital General de Massachusetts) en el Laboratorio de Ciencias Computacionales de Octo Barnett en el Hospital General en Boston, otro centro de cómputo biomédico que recibió soporte significativo del NIH. En las décadas de 1970 y 1980 fue el más lenguaje de programación más comúnmente utilizado en aplicaciones clínicas. El sistema operativo MUMPS se utilizó para soportar las especificaciones del lenguaje MUMPS. Hacia 2004[actualización], un descendiente de este sistema se está utilizando en el sistema del hospital de Asuntos de Veteranos de los Estados Unidos. El VA tiene el sistema de información de salud empresarial más grande, que incluye un registro médico electrónico, conocido como el Sistema de Información de Salud de Veteranos y Arquitectura de Tecnología (VistA). Una interfaz de usuario gráfica conocida como el Sistema de Registro de Pacientes Computarizado (CPRS) permite a quienes proporcionan cuidado a la salud la revisión y actualización del expediente médico electrónico en cualquiera de las más de 1,000 instalaciones de cuidados de salud de la citada red.
Durante la década de 1960, Morris Collen, un médico trabajando para la división de investigación de Kaiser Permanente, desarrolló sistemas computarizados para automatizar muchos aspectos de exámenes de salud multifásicos. Estos sistemas se convirtieron la base de las bases de datos médicas más grandes que Kaiser Permanente desarrolló durante los 1970 y 1980. La Universidad Americana de Informática Médica (ACMI, por sus siglas en inglés, American College of Medical Informatics)  desde 1993 ha otorgado anualmente la medalla Dr. Morris F. Collen a las Contribuciones Excepcionales al Campo de la Informática Médica.
Durante la década de los 1970, un número creciente de marcas comerciales empezaron a llevar al mercado sistemas de registros médicos electrónicos y de gestión de práctica clínica.
Homer R. Warner, uno de los padres de la informática médica, fundó el Departamento de Informática Médica en la Universidad de Utah en 1968. La Asociación Americana de Informática Médica (AMIA, por sus siglas en inglés, American Medical Informatics Association) tiene un premio con su nombre en la aplicación de informática a medicina.

### Certificaciones en informática
Como otras especialidades de entrenamiento de TI, hay certificaciones informáticas disponibles para ayudar a los profesionales de la informática a destacar y ser reconocidos. El Centro de Acreditación de Enfermería Americana (ANCC, por sus siglas en inglés, American Nurses Credentialing Center) ofrece una certificación en Informática de asistencia en enfermería. Para la Informática en Radiología, se creó la certificación CIIP (Profesional Certificado en Informática de Imagenología, Certified Imaging Informatics Professional) por la ABII (Junta Americana de Informática en Imagenología, American Board of Imaging Informatics) la cual se fundó por la SIIM (Sociedad para la Informática en Imagenología en Medicina, Society for Imaging Informatics in Medicine) y el ARRT (Registro Americano de Técnicos Radiólogos, American Registry of Radiologic Technologists) en 2005. La certificación de CIIP requiere experiencia documentada de trabajo en informática de imagenología, pruebas formales y se acredita por un tiempo limitado, requiriendo renovación cada cinco años.  Las pruebas examinan una combinación de conocimiento técnico de TI, comprensión clínica y experiencia de administración de proyectos a través de la carga de trabajo típica de un administrador de PACS u otro rol de soporte clínico de radiología con TI.  Las certificaciones del PARCA (Registro y Asociación de Certificaciones de Administradores de PACS, PACS Administrators Registry and Certifications Association) también son reconocidos. Las cinco certificaciones del PARCA abarcan desde el nivel inicial al nivel de arquitecto.

## Informática biomédica en el Reino Unido
La amplia historia de la informática biomédica se ha capturado en el libro Informática de la Salud del Reino Unido: recuerdos y reflexiones, Hayes G, Barnett D (Eds.), BCS (mayo de 2008)  por aquellos activos en el campo, predominantemente miembros de BCS Health y sus grupos constituyentes. El libro describe el camino tomado como ‘el desarrollo temprano de la informática de la salud fue desorganizado e idiosincrático'. A principios de los 1950 se llevó  por aquellos implicados en las finanzas del Servicio Nacional de Salud (NHS)  y sólo hasta principios de los 1960 incluyó soluciones en patología (1960), radioterapia (1962), inmunización (1963), y cuidado primario (1968).  Muchas de estas soluciones, incluso a inicios de los 1970 se desarrollaron internamente por pioneros en el campo para conocer sus propios requerimientos. En parte esto se debió a que en algunas áreas los servicios de salud (por ejemplo la inmunización y vacunación de niños) todavía se proporcionados por autoridades locales. De forma interesante, esta es una situación que el gobierno de coalición propuso en términos generales para regresar en la Estrategia de 2010 de Equidad y Excelencia: Liberar el NHS (julio de 2010); declarando:
"Pondremos a los pacientes en el corazón del NHS, a través de una revolución de información y mayor elección y control' con la decisión compartida como norma: ‘ninguna decisión acerca de mí, sin mí' y pacientes teniendo acceso
a la información que requieren, para hacer elecciones sobre su cuidado. Aumentará el control sobre sus propios registros de cuidado."
Este tipo de declaraciones presentan una oportunidad significativa para los informáticos en la salud de salir de las oficinas traseras y llegar a la línea frontal de apoyo de la práctica clínica, y al negocio de la entrega de cuidado de la salud.
La comunidad de informática biomédica en el Reino Unido ha jugado por mucho tiempo un rol clave en la actividad internacional, uniendo al TC4 de la Federación Internacional de Procesamiento de Información (1969) la cual se convirtió en la IMIA (1979). Bajo las negociaciones de BCS Salud, Cambridge fue el anfitrión para la primera conferencia Europea de Informática Médica de la EFMI (1974) y Londres fue el lugar del décimo congreso global de la IMIA  (MEDINFO2001).

## Legislación de informática biomédica
La legislación de informática biomédica trata con los principios en desarrollo y algunas veces complejos como se aplican a la tecnología de la información en los campos relacionados con la salud. Se dirige a la privacidad, asuntos éticos y operacionales que invariablemente surgen cuándo herramientas electrónicas, la información y los medios de comunicación se utilizan en la entrega de cuidado de la salud. También incluye a todos los asuntos que implica la tecnología de información, el cuidado de salud y la interacción de información. Trata las circunstancias bajo las cuales la información y los registros se comparten con otros campos o áreas que apoyan y mejoran el cuidado del paciente.
Como muchos sistemas de cuidado de la salud están haciendo un esfuerzo para tener registros de pacientes más fácilmente disponibles vía Internet,  es importante que los proveedores se aseguren que haya estándares de seguridad en su lugar para asegurar la información de los pacientes. Tienen que ser capaces de asegurar la confidencialidad y la seguridad de las personas, el proceso y la tecnología. Ya que también hay la posibilidad de realizar pagos a través de estos sistemas,  es vital que este aspecto de su información privada también se proteja a través de criptografía.

## Historia
El uso de tecnologías de cómputo en todo el mundo en medicina empezó a principios de la década de 1950 con el aumento de las computadoras. En 1949, Gustav Wagner estableció la primera organización profesional para informática en Alemania. La prehistoria, historia, y futuro de la información médica y la tecnología de la información en salud se abordan en referencia. Departamentos universitarios especializados y programas de formación en informática biomédica empezaron durante los 1960 en Francia, Alemania, Bélgica y Países Bajos. Las unidades de investigación en informática médica empezaron a aparecer durante los 1970 en Polonia y en los EE. UU. Desde entonces el desarrollo de investigación de informática biomédica de alta calidad, educación e infraestructura ha sido un objetivo en los Estados Unidos y la Unión Europea.
Las primeras denominaciones para la informática biomédica se incluyen informática médica, cómputo médico, medicina computacional, procesamiento de datos electrónicos médicos, procesamiento automático de datos médicos, procesamiento de información médica, ciencia de la información médica, ingeniería de software médico y tecnología computacional médico, además del término muy aceptado de informática del cuidado de la salud.
La comunidad de informática biomédica está todavía creciendo, de ninguna manera es una profesión madura, pero el trabajo en el Reino Unido por el cuerpo de inscripción voluntario, el Consejo de Profesionales de Informática de la Salud de Reino Unido ha sugerido ocho claves constituyentes dentro del ámbito - administración de información, administración del conocimiento, administración de proyectos/programas/portafolios, ICT, educación e investigación, informática clínica, registros de salud (servicios y negocios relacionados) y administración de servicios de informática biomédica. Estos constituyentes agrupan a profesionales en y para el NHS en la academia y en servicios comerciales y proveedores de soluciones.
Desde los 1970 el más prominente cuerpo coordinador internacional ha sido la Asociación Internacional de Informática Médica (IMIA).

### Estándares/marcos y gobernabilidad
- DICOM
- Health Metrics Network
- HL7
- Fast Healthcare Interoperability Resources (FHIR)
- LOINC
- Omaha System
- openEHR
- SNOMED-CT
- xDT

### Algoritmos
- Datafly algorithm